# Jj n° 2
jj n° 2 är jj's första studioalbum. Albumet släpptes den 1 juli 2009 och blev hyllat av flera internationella kritiker. Bland annat fick albumet utmärkelsen Best New Music och betyget 8.6 av 10, av den Chicagobaserade internetpublikation Pitchfork Media. Albumen blev sedan utnämnt till det 35:e bästa albumet från 2009 av Pitchfork.
jj n° 2 blev även mycket kritikerrosat i hemlandet Sverige, bland annat fick skivan betyget 4 av 5 av några av Sveriges största tidningar i form av Dagens Nyheter, Aftonbladet, Göteborgs-Posten och Sydsvenskan. Albumet blev även nominerat till årets pop på 2010 års Manifestgala.
En vinylversion av skivan släpptes i december 2009 under namnet jj n° 2.1. Denna version innehöll bonuslåten "Pure Shores".

## Låtlista
1. "Things Will Never Be the Same Again" - 3:34
2. "From Africa to Málaga" - 2:50
3. "Ecstasy" - 3:33
4. "Are You Still in Vallda?" - 2:34
5. "My Love" - 3:12
6. "Intermezzo" - 2:48
7. "My Hopes & Dreams" - 2:43
8. "Masterplan" - 2:48
9. "Me & Dean" - 2:42

- Vinylutgåvan innehåller även bonuslåten "Pure Shores".